# Mierzyce
Mierzyce – wieś w Polsce położona w województwie łódzkim, w powiecie wieluńskim, w gminie Wierzchlas. Jest to duża wieś, w której jest ok. 230 zagród. Znana od 1377 r. Niegdyś były tu czynne: fabryka papieru i smolarnia.
Do 1954 roku istniała gmina Mierzyce. W latach 1954–1972 wieś należała i była siedzibą władz gromady Mierzyce. W latach 1975–1998 miejscowość administracyjnie należała do województwa sieradzkiego. 

## Części wsi
| SIMC    | Nazwa              | Rodzaj                          |
| ------- | ------------------ | ------------------------------- |
| 0718559 | Cieślina           | część wsi                       |
| 0718565 | Łęki               | część wsi (zniesiona w 2023 r.) |
| 0718571 | Nad Strugą         | część wsi                       |
| 0718588 | Parcela Południowa | część wsi                       |
| 0718594 | Parcela Północna   | część wsi                       |
| 0718602 | Poduchowne         | część wsi                       |
| 0718619 | Przeczak           | część wsi                       |

## Zabytki
Do 1818 r. wieś była własnością kapituły gnieźnieńskiej. Kościół parafialny drewniany w 1460 r. wspomniany w aktach konsystorskich. W miejscu tego kościoła w l. 1837-39, z inicjatywy ks. Ignacego Bolewskiego, stanął nowy, neogotycki, lecz bez wieży, kościół św. Katarzyny. Orientowany, na rzucie prostokąta, po obu stronach nawy dwie kwadratowe niższe kaplice. Otwór tęczowy ostrołukowy. Trzy ołtarze z 1 poł. XIX w. Dwie kropielnice gotyckie: z pocz. XVI w. z ornamentem roślinnym i zatartymi herbami, zapewne Poraj, Jastrzębiec i nieodczytanymi opatrzone datą 15..; druga z XVI w., bez stopy. Kropielnice te są w czasowym posiadaniu kurii diecezjalnej.
W pobliżu cmentarza istniało tu założenie dworskie, a właściciele słynęli z wysokiego poziomu gospodarki rolnej. Po dworze pozostała ruina, a park o pow. 3 ha zachował się tylko częściowo. Ocalało kilka białych topoli, lipy, wiązy, kasztanowce, akacje.
We wsi kultywuje się jeszcze hafciarstwo, tkactwo, ozdabia się pisanki.
Według rejestru zabytków Narodowego Instytutu Dziedzictwa na listę zabytków wpisany jest obiekt:
- kościół parafialny pw. św. Katarzyny, 1837-39, nr rej.: 948 z 30.12.1967

## Kultura
W miejscowości działa Koło Gospodyń Wiejskich w Mierzycach, które zawiązało się w 2010r. Stowarzyszenie uczestniczy głównie w imprezach o charakterze obrzędowo-kulturalnym integrującym mieszkańców i organizacje społeczne. Posiada swoje tradycje kulinarne, które są kultywowanie.

## Ludzie związani ze wsią
- Jerzy Antoni Lewiński – major saperów Wojska Polskiego, organizator i dowódca Kedywu Okręgu Warszawskiego Armii Krajowej
- Wiktor z Mierzyc herbu Topór – starosta ruski, halicki, kasztelan jarosławski[8]